# Auliscomys boliviensis
Auliscomys boliviensis is een zoogdier uit de familie van de Cricetidae. De wetenschappelijke naam van de soort werd voor het eerst geldig gepubliceerd door Waterhouse in 1846.

## Voorkomen
De soort komt voor in Chili, Peru en Bolivia.